# Porites lobata
Porites lobata е вид корал от семейство Poritidae. Видът е почти застрашен от изчезване.

## Разпространение
Разпространен е в Американска Самоа, Австралия, Бахрейн, Британска индоокеанска територия, Камбоджа, Чили, Китай, Рождество, Кокосови острови, Колумбия, Коморски острови, Острови Кук, Коста Рика, Джибути, Еквадор, Египет, Салвадор, Еритрея, Фиджи, Френска Полинезия, Гваделупа, Гуам, Хондурас, Индия, Индонезия, Иран, Ирак, Израел, Япония, Йордания, Кения, Кирибати, Кувейт, Мадагаскар, Малайзия, Малдивите, Маршалови острови, Мавриций, Майот, Мексико, Микронезия, Мозамбик, Мианмар, Науру, Нова Каледония, Никарагуа, Ниуе, Северни Мариански острови, Оман, Палау, Панама, Папуа-Нова Гвинея, Филипини, Питкерн, Катар, Реюнион, Самоа, Саудитска Арабия, Сейшелски острови, Сингапур, Соломоновите острови, Сомалия, Шри Ланка, Судан, Тайван, Танзания, Тайланд, Токелау, Тонга, Тувалу, Обединените арабски емирства, Малки далечни острови на САЩ, Вануату, Виетнам, Уолис и Футуна и Йемен.